# Введенская церковь (Пёт)
Церковь Введения Богородицы во Храм — православная церковь в селе Пёт Рязанской области. Церковь была построена в 1912—1913 годах на средства местного промышленника Портного. Строительство церкви было приурочено к трёхсотлетию дома Романовых.

## Архитектура храма

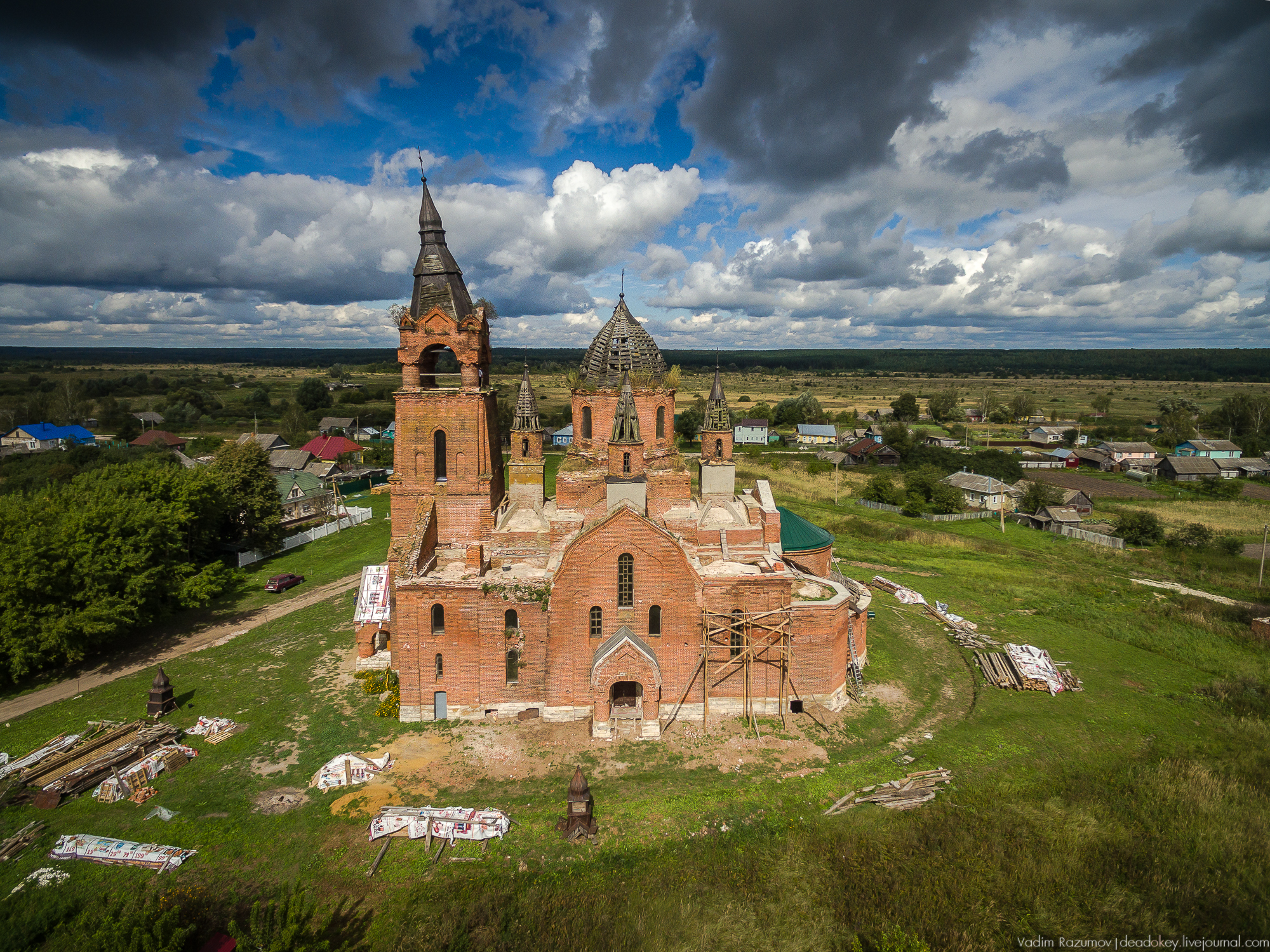
Введенская церковь с высоты птичьего полёта, август 2016 года

Храм строился по проекту архитектора Александра Георгиевича Молокина. Церковь отличается необычной архитектурой. Этот пример неорусского стиля более всего напоминает работы московских архитекторов этого периода. Общий план и компоновка церкви — четыре столпа, три апсиды, пять глав — типичны для русской православной храмовой архитектуры, в то время как некоторые архитектурные элементы напоминают европейскую готическую архитектуру (в частности, необычная форма четырёх боковых глав, напоминающих застывшее пламя свечи).

## Храм после 1917 года
После революции 1917 года церковь была закрыта. Во время Великой Отечественной войны она использовалась под склад, а позднее была заброшена и начала разрушаться. Несмотря на плохое состояние церкви, в ней до сих пор сохранились некоторые фрески.

## Реконструкция
В 2017—2020 годах заменена кровля и поставлены новые купола.